# Kaithī

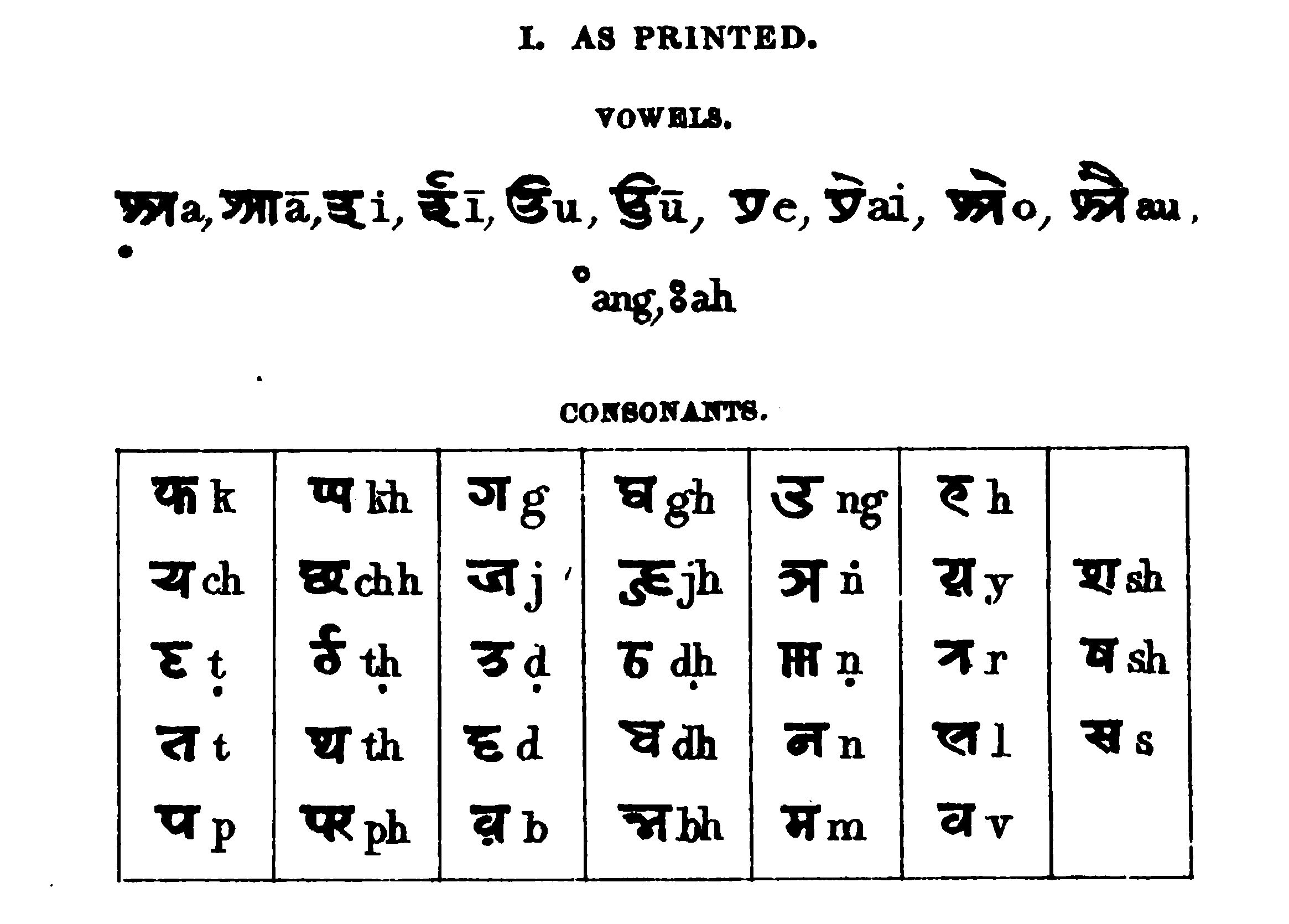
Tryckt kaithī med huvudlinje.

Handskriven kaithī utan huvudlinje.

Kaithī är ett historiskt skriftsystem som tidigare använts i stor utsträckning i norra Indien, i synnerhet i de före detta provinserna Awadh och Bihar. Det användes också i Mauritius, Trinidad och andra områden med en nordindisk diaspora. Kaithī användes för att skriva juridiska, administrativa och privata dokument på bland andra språken awadhi, bhojpuri, magahi, maithili och urdu.
Kaithī härstammar från nāgarī-skriften och är nära släkt med andra nordindiska skriftsystem som devanāgarī och gujarati. Det tros i sin tur ligga till grund för skriftsystemen syloti nagri och mahajani.

## Etymologi
Namnet kommer från sanskrit-ordet kāyastha, en social grupp i Indien som traditionellt består av administratörer och bokhållare. Kayastha-samfundet var nära knutet till de furstliga hoven och koloniala regeringarna i norra Indien. De var anställda att skriva och föra register över kommersiella transaktioner, juridiska dokument och lagfarter, allmän korrespondens samt arbetet inom hoven och tillhörande organ. Skriftsystemet de använde fick med tiden namnet kaithī.

## Historia
Dokument på kaithī kan spåras åtminstone till 1500-talet. Skriftsystemet användes flitigt under Mogulriket. Under det brittiska styret på 1880-talet blev det erkänt som det officiella skriftsystemet för domstolarna i Bihar där man tidigare använt persisk skrift. Detta ledde till att skriften standardiserades och att metalltyper för tryckpressar togs fram. Västerländska missionärer som ville trycka kristna texter på lokala nordindiska språk kom att föredra kaithī framför devanāgarī, något som bidrog till att ytterligare utveckla och sprida tryckta texter på kaithī. Även om kaithī i vissa områden var mer spritt än devanāgarī så förlorade det med tiden sin popularitet till förmån för andra officiellt erkända skriftsystemet. Det fortsatte att användas i vissa distrikt i Bihar fram till 1960-talet och tecken tyder på att det ibland fortfarande används för personliga brev på den indiska landsbygden.

## Beskrivning
Kaithī är en abugida vilket innebär att varje konsonant har en medföljande grundvokal a. Vokalen kan sedan ändras eller avlägsnas med olika diakritiska tecken. Det finns även fristående bokstäver för de olika vokalerna. Det är vanligt att i och ī respektive u och ū inte skiljs åt i skrift. Tendensen är då att låta tecknen för de långa vokalerna ī och ū (både fristående bokstäver och diakriter) representera både de korta och långa varianterna. Tryckta texter skiljer dock alltid på korta och långa vokaler.
Hur konsonantkluster skrivs ut skiljer sig från språk till språk. Talad awadhi, bhojpuri och magahi tenderar att förenkla konsonantkluster genom metates eller inskottsvokal. På de ställen de fortfarande uppträder kan de skrivas med halvbreddsformer av bokstäverna, med ligaturer, med diakriten virama eller med separata bokstäver i standardform där läsaren själv får härleda uttalet utifrån sina kunskaper om språket.

### Vokaler
| Fristående | Diakrit (med 𑂍) | Rom. |   | Fristående | Diakrit (med 𑂍) | Rom. |
| ---------- | --------------- | ---- | - | ---------- | --------------- | ---- |
| 𑂃          | 𑂍               | a    | 𑂄 | 𑂍𑂰          | ā               |      |
| 𑂅          | 𑂍𑂱               | i    | 𑂆 | 𑂍𑂲          | ī               |      |
| 𑂇          | 𑂍𑂳               | u    | 𑂈 | 𑂍𑂴          | ū               |      |
| 𑂉          | 𑂍𑂵               | e    | 𑂊 | 𑂍𑂶          | ai              |      |
| 𑂋          | 𑂍𑂷               | o    | 𑂌 | 𑂍𑂸          | au              |      |

### Konsonanter
| 𑂍 | ka | 𑂎 | kha | 𑂏 | ga |   |    | 𑂐 | gha |   |     | 𑂑 | ṅa |
| 𑂒 | ca | 𑂓 | cha | 𑂔 | ja |   |    | 𑂕 | jha |   |     | 𑂖 | ña |
| 𑂗 | ṭa | 𑂘 | ṭha | 𑂙 | ḍa | 𑂚 | ṛa | 𑂛 | ḍha | 𑂜 | ṛha | 𑂝 | ṇa |
| 𑂞 | ta | 𑂟 | tha | 𑂠 | da |   |    | 𑂡 | dha |   |     | 𑂢 | na |
| 𑂣 | pa | 𑂤 | pha | 𑂥 | ba |   |    | 𑂦 | bha |   |     | 𑂧 | ma |
| 𑂨 | ya | 𑂩 | ra  | 𑂪 | la | 𑂫 | va |   |     |   |     |   |    |
| 𑂬 | śa | 𑂭 | ṣa  | 𑂮 | sa | 𑂯 | ha |   |     |   |     |   |    |

### Övriga diakriter
| Diakrit | Namn        | Rom. | Beskrivning                                                          |
| ------- | ----------- | ---- | -------------------------------------------------------------------- |
| 𑂍𑂀       | candrabindu | kam̐  | Markerar nasalisering av vokalen. Ovanlig i kaithī.                  |
| 𑂍𑂁       | anusvāra    | kaṃ  | Markerar nasalisering eller att vokalen följs av en nasal konsonant. |
| 𑂍𑂂       | visarga     | kaḥ  | Markerar tonlös utandning efter vokalen.                             |
| 𑂍𑂹       | virāma      | k    | Avlägsnar vokalen.                                                   |
| 𑂍𑂺       | nukta       | qa   | Markerar främmande språkljud från exempelvis urdu.                   |

## Unicode
Kaithī ingår i Unicode-standarden för teckenkodning sedan version 5.2 som släpptes i oktober 2009. Skriften har tilldelats kodpunkterna U+11080 till U+110CF.